# Kurt Vonnegut. Tutti i racconti
Kurt Vonnegut. Tutti i racconti è la raccolta di tutti i racconti scritti da Kurt Vonnegut nel corso della sua vita. All'interno sono presenti sia quelli pubblicati su riviste, giornali e libri, sia quelli raccolti dopo la sua morte da Donald Farber (il suo esecutore testamentario), sia quelli conservati presso la Lilly Library dell'Università dell'Indiana. La prefazione è ad opera di Dave Eggers, la raccolta è stata curata da Jerome Klinkowitz e Dan Wakefield, e la traduzione nella versione italiana è di Vincenzo Mantovani.

## I racconti
I racconti non seguono un ordine cronologico di pubblicazione ma sono suddivisi per macro-tematiche.

### Guerra
- "Tutti i cavalli del re"
- "D.P."
- "Missili con equipaggio"
- "Thanasfera"
- "Souvenir"
- "La crociera del Jolly Roger"
- "Der Arme Dolmetscher"
- "La tabacchiera di Bagombo"
- "Gran Giorno"
- "Cannoni prima del burro"
- "Buon compleanno, 1951"
- "Su con la vita"
- "La trappola dell'unicorno"
- "Spoglie"
- "Solo tu e io, Sammy"
- "La scrivania del comandante"
- "Ricordando l'Apocalisse"
- "Le formiche pietrificate"
- "Storia di atrocità"

### Donne
- "Miss Tentazione"
- "Goccioline d'acqua"
- "Jenny"
- "L'epizootica"
- "Baci da cento dollari"
- "Ruth"
- "Spegniti, breve candela"
- "Il signor Z"
- "Ai comandi della Sputafuoco"
- "Paradiso terrestre"
- "Anonima Innamorati"

### Scienza
- "La porta accanto"
- "Relazione sull'effetto Barnhouse"
- "Eufio"
- "Corpi da indossare"
- "EPICAC"
- "Mnemonica"
- "Confido"
- "Labirinto di specchi"
- "Il tagliacarte"
- "Guarda l'uccellino"
- "Fra templare e Timbuctù"

### Amore
- "Chi sarò questa volta?"
- "Una passeggiata lunga una vita"
- "Una notte d'amore"
- "Trovami un sogno"
- "Fubar"
- "Il pool delle ragazze"
- "Roma"
- "Signorina Snow, lei è licenziata"
- "Parigi, in Francia"
- "Città"

### Etica del lavoro contro fama e fortuna
- "Più grandiose dimore"
- "La storia di Hyannis Port"
- "Torna dalla tua preziosa moglie e da tuo figlio"
- "La bugia"
- "Il cervo nella fabbrica"
- "Ogni offerta ragionevole"
- "Il pacchetto"
- "Povera ricca cittadina"
- "Un regalo per Big Saint Nick"
- "Questo mio figlio"
- "La lampada magica di Hal Irwin"
- "Gridalo dai tetti"
- "Il club privé di Ed Luby"
- "Il re e la regina dell'universo"
- "Diecimila dollari l'anno senza fatica"
- "La voce dei soldi"
- "Mentre dormono i mortali"
- "Tango"
- "I ciarlatani"

### Comportamento umano
- "Il portafoglio Foster"
- "Sposa su misura"
- "Consulente non retribuito"
- "Il portafoglio del gonzo"
- "Il re dei fuchi"
- "Ciao, Red"
- "Parola d'onore"
- "Il cane dal pelo lungo di Tom Edison"
- "L'uomo senza rini"
- "Il drago azzurro"
- "Fuggiaschi"
- "Una buona spiegazione"
- "Il tutore della persona"
- "Bomar"
- "Requiem per Zeitgeist"
- "E alla vostra sinistra..."

### Il direttore della banda
- "Il ragazzo incontrollabile"
- "Il ragazzo privo di talento"
- "Lo studente ambizioso"
- "Il ragazzo che odiava le ragazze"
- "Una canzone per Selma"

### Il futuro
- "Harrison Bergeron"
- "Benvenuta nella gabbia delle scimmie"
- "Adamo"
- "Domani e domani e domani"
- "La Grande scopata spaziale"
- "SREO0SRE"
- "Milite ignoto"

## Edizioni
- Kurt Vonnegut, Kurt Vonnegut. Tutti i racconti, a cura di Klinkowitz Jerome, Dan Wakefield, collana Narrativa straniera, traduzione di Vincenzo Mantovani, Bompiani, 2019, ISBN 9788845297236.